# Chámeza
Chámeza è un comune della Colombia facente parte del dipartimento di Casanare.
L'abitato venne fondato da un gruppo di missionari agostiniani nel XVII secolo.